# 帕布罗·拉拉因
巴勃罗·拉腊因·马特（西班牙語：Pablo Larraín Matte，1976年8月19日—）是一名智利电影导演、监制。

## 简介
他生于智利首都圣地亚哥。毕业于首都的 University for the Arts, Sciences, and Communication 的传播学专业。
2012年执导的政治题材电影《向政府說不》获得第85届奥斯卡金像奖最佳外语片提名，为首部获得奥斯卡最佳外语片提名的智利作品。2015年执导的天主教题材电影《神父俱乐部》赢得第65届柏林电影节评审团大奖，获得第73届金球奖最佳外语片提名。2016年执导的美国传记片《第一夫人》入选第73届威尼斯影展主竞赛片。

## 个人生活
他妻子是女演员安東妮亞·席格絲，两人育有2个孩子: Juana (2008)和 Pascual (2011)。

## 电影作品
- 賦格曲（西班牙语：Fuga (película)） /Fuga（2006，导演）
- 殺手夜狂熱（西班牙语：Tony Manero (película)）/Tony Manero （2008，导演）
- 命運解剖師（西班牙语：Post mortem (película de 2010)）/Post Mortem （2010，导演）
- Ulysses （2011，制片）
- 4:44 Last Day on Earth （2011，制片）
- The Year of the Tiger （2011，制片）
- Young and Wild （2012，制片）
- 向政府說不/No （2012，导演）
- Crystal Fairy （2013，制片）
- Gloria （2013，制片）
- Nasty Baby （2015，制片）
- 贖罪俱樂部/The Club （2015，导演）
- 追緝聶魯達（西班牙语：Neruda (película)）/Neruda（2016，导演）
- 第一夫人的秘密/Jackie（2016，导演）
- 關於艾瑪（西班牙语：Ema (película)）/Ema（2019，导演）
- 史賓賽/Spencer（2021，導演）
- 伯爵/El Conde（2023，導演）
- 玛丽亚/Maria（2024，導演）